# Little Thredbo River
Der Little Thredbo River ist ein Fluss im Südosten des australischen Bundesstaates New South Wales.
Er entspringt an den Westhängen des Moonbah Mountain im Kosciuszko-Nationalpark, fließt zunächst nach Nordosten und dann nach Norden. Unterhalb der Thredbo Mine (Bergwerk) beim Bullocks Flat Terminal mündet er in den Thredbo River.